# Fáelán mac Forbasaig
Fáelán mac Forbasaig (mort en 786) est un roi d'Osraige, dans l'actuel comté de Kilkenny. 

## Règne
Fáelán mac Forbasaig est issu de la dynastie qui règne sur l'Osraige depuis le début de la christianisation de l'Irlande, connue sous le nom de Dál Birn, et le fils de Forbasach mac Ailella († 740), un précédent souverain. Il règne de 772 à 786.  
Le royaume d' Osraige sombre dans la guerre civile après la mort de Anmchad mac Con Cherca, vers 761. En 786, les annales relèvent la mort de Fáelán, tué lors d'un conflit interne en Osraige. L'origine familiale de son successeur, Máel Dúine mac Cummascach, n'est pas identifiée.

## Source
- (en) Gearóid Mac Niocaill, Ireland before Vikings, Dublin, Gill & Macmillan, 1972, p. 129 Rulers of Osraige 693-802